# Il lai del Leithian
Il lai del Leithian (in lingua originale The Lay of Leithian) è un poema incompiuto scritto da J. R. R. Tolkien che narra la storia d'amore tra Beren, uomo mortale della stirpe di Beor, e la principessa del Doriath Lúthien, figlia immortale dell'Elfo Thingol e della Maia Melian. Composto da 4200 versi in pentametri giambici e scritto in distici, fu pubblicato postumo. Un precedente del poema è la storia di Culhwch e Olwen contenuta nel Libro rosso di Hergest e nel Libro bianco di Rhydderch, manoscritti mitologici gallesi.

## Titolo
Leithian appartiene ad uno dei linguaggi elfici, deriva dal termine leithia ("rilascio", "liberazione") ed ha una certa somiglianza con il nome inizialmente usato nel legendarium tolkieniano per indicare l'Inghilterra, Leithien.
L'autore tradusse il titolo come Liberazione dal servaggio (in lingua originale Release from bondage), senza tuttavia spiegare quale fosse il servaggio in questione. Ciò ha dato adito nel tempo a diverse possibili interpretazioni.
La spiegazione più probabile del titolo deriva dal passo cruciale del testo in cui Beren riesce a liberare dalla corona di Morgoth uno dei Silmaril, magiche gemme create dall'elfo Fëanor:
(The Lays of Beleriand, p. 362)
La riconquista del Silmaril è anche un episodio fondamentale per la trama del Silmarillion. La gemma infatti, pur creando ulteriori dissidi all'interno del popolo elfico a causa del Giuramento di Fëanor, infonde speranza nei cuori delle popolazioni della Terra di Mezzo per la prima volta dalla Dagor Bragollach (la Battaglia della Fiamma Improvvisa).
In ogni caso, quello della liberazione è un tema ricorrente all'interno del Lai: Lúthien scappa dal Doriath e successivamente riesce a fuggire dal Nargothrond grazie al cane Huan; Beren è liberato dall'amata dall'isola di Gaurhoth. In tutti questi casi, il fattore determinante è l'amore: quello di Lúthien la spinge a scappare dal confinamento impostole dal padre per trovare Beren e successivamente a liberarlo dalla prigione di Thû; quello di Huan per la ragazza lo spinge a rivoltarsi contro il proprio padrone Celegorm per liberarla.

## Trama
Con la Battaglia della Fiamma Improvvisa gli uomini sono dispersi e scacciati dalle loro terre settentrionali. Barahir, uomo della stirpe di Beor, è costretto alla fuga con il figlio Beren e pochi fidi compagni ed inizia una lotta clandestina in quelle che una volta erano le sue terre, finché Morgoth non spinge con l'inganno uno dei suoi uomini al tradimento. La posizione dell'accampamento di Barahir è scoperto ed egli è ucciso assieme a tutti i propri compagni. L'unico a salvarsi è Beren, il quale era impegnato in una battuta di caccia al momento dell'agguato. Venuto a conoscenza dal fantasma del traditore Gorlim della morte del padre la sua anima si riempie d'angoscia e vorrebbe cessare di vivere, ma la sua audacia e le sue abilità nel combattimento lo spingono a compiere imprese solitarie contro gli emissari dell'Oscuro Signore.
Dopo qualche tempo tuttavia la superiorità numerica schiacciante dei nemici lo costringe alla fuga nei vicini boschi del Doriath. Qui un giorno vede danzare sui verdi prati la bella Lúthien e se ne innamora, venendo ricambiato nonostante l'iniziale esitazione della giovane. Ad opporsi all'amore dei due è il padre di lei, Re Thingol, il quale non è disposto a dare la propria figlia in sposa ad un uomo. Le insistenze di Beren e l'intercessione della Regina Melian, Maia con il dono della preveggenza, spingono tuttavia il re del Doriath a porre una tragica condizione: Beren avrà la mano di Lúthien solo in cambio di uno dei Silmaril, gemme magiche create in Aman da Fëanor ora possedute da Morgoth stesso ed incastonate nella sua corona di ferro. L'amore di Beren lo spinge ad accettare ed a mettersi in cammino per Angband, la fortezza del Nemico, mentre Lúthien è imprigionata dal padre per non poter seguire l'amato. La ragazza riesce però a fuggire dal Doriath tessendo un mantello fatto dei propri capelli ed imbevuto di magia, con grandi poteri soporiferi.
Nel mentre, in disperato bisogno di aiuto, Beren raggiunge il Nargothrond per chiedere aiuto al Re Finrod in nome di un antico giuramento: poiché durante la Dagor Bragollach gli uomini di Barahir si erano disposti a sua difesa permettendogli la fuga nelle sue segrete aule, Finrod aveva promesso al padre di Beren aiuto in caso di bisogno. Assieme al re del Nargothrond ed a dieci tra gli elfi a lui più fedeli Beren parte alla volta di Angband, ma i viaggiatori travestiti da orchi vengono avvistati in prossimità di Tol-in-Gaurhoth dal più potente servo di Morgoth, Thû. Questi, dopo averli condotti al proprio cospetto, smaschera i finti orchi al termine di un duello di magia con Finrod ed incatena la compagnia. Segregati nella prigione della torre costruita in tempi remoti dallo stesso Finrod e nota agli eldar come Minas Tirith, ai dodici compagni viene intimato di rivelare l'ubicazione del segreto regno di Nargothrond pena la morte ogni giorno di uno di loro. Dopo undici giorni di prigionia Beren, unico superstite della compagnia, è liberato da Lúthien grazie all'aiuto di Huan, cane di Valinor donato in tempi remoti da Oromë a Celegorm. Questi, vedendo che la fanciulla fuggitiva era stata catturata dal padrone, aveva deciso di aiutarla a scappare e di seguirla. Thû cerca di impedire loro la fuga ma è sconfitto da Huan e deve ritirarsi, così i tre si dirigono verso il regno di Morgoth.
Giunti nel cuore delle terre del Nemico i due amanti si travestono da orride creature (lupo lui, pipistrello lei) grazie alla magia di Lúthien e lasciano indietro il segugio. Una volta arrivati alle porte di Angband Beren e Lúthien incontrano Carcharoth, un lupo allevato da Morgoth e divenuto la più grande e terribile belva mai esistita. Il tremendo guardiano sta per riconoscere il tranello grazie al proprio fiuto quando Lúthien si spoglia del travestimento e si lancia in avanti, sfiorandogli gli occhi con il proprio manto e facendolo cadere addormentato. Beren, ancora sotto le spoglie del lupo Draugluin, porta Lúthien al cospetto di Morgoth. Dopo un breve scambio di battute la ragazza si offre di danzare per il Vala e, mentre danza, intona un canto soporifero di tale profondità da addormentare sia il nemico sia i numerosi Balrog ed orchi presenti nella sala del trono. Sfruttando il momento propizio, Beren si toglie il travestimento e con un coltello taglia via un Silmaril dalla corona di ferro di Morgoth e successivamente cerca di prenderne un secondo. Tuttavia il fato dei due Silmarils restanti non è di lasciare Angband ed il coltello si spezza. Una delle schegge taglia la fronte di Morgoth, il quale nel sonno lancia un gemito che risveglia Carcharoth. I due scappano dalla sala del trono, ma all'uscita di Angband trovano ad aspettarli il feroce lupo guardiano e Beren lo affronta. Nello scontro, Carcharoth stacca all'uomo la mano che tiene il Silmaril con un morso.
Il poema si interrompe nel punto in cui Carcharoth mangia il Silmaril e non presenta dunque la conclusione presente nelle altre versioni della storia: Carcharoth impazzisce dal dolore perché il Silmaril arde al contatto con la sua carne empia; Beren e Lúthien sono salvati (in modo differente a seconda della versione) e ritornano nel Doriath; Carcharoth nella sua pazzia semina terrore e distruzione nelle terre settentrionali fino ad arrivare al Doriath; Thingol organizza una battuta di caccia per fermare il lupo, cui partecipa anche Beren; la compagnia si scontra con Carcharoth e riesce ad ucciderlo, ma nel tentativo muoiono sia il cane Huan che Beren; Lúthien ben presto muore di dolore (un elfo può morire solo in combattimento o per lo struggimento) e raggiunge le beate aule di Mandos, dove con la propria bellezza ed i propri sentimenti riesce a convincere il Vala a ricongiungerla all'amato; i due sono liberi di ritornare alla vita, con una condizione: saranno entrambi soggetti ad una seconda morte dalla quale sarà per loro impossibile tornare.

## Data di composizione
Tolkien lavorò a Il Lai di Leithian dall'estate del 1925 al settembre 1931, quando ne abbandonò la stesura arrivato a 13 dei 17 canti previsti. Negli anni finali operò inoltre alcuni miglioramenti ad alcune parti già scritte, parzialmente su suggerimento dell'amico C. S. Lewis che aveva letto il poema nel 1929. Negli anni '50, dopo la pubblicazione de Il Signore degli Anelli, Tolkien riprese a lavorare sul poema. Ne riscrisse alcuni punti, in particolare il secondo canto che fu allungato e diviso in due parti. Ciononostante non esiste una versione completa o definitiva de Il Lai di Leithian.

## Pubblicazione
Nel 1937 Tolkien mandò una copia del poema incompiuto assieme ad una versione in prosa della conclusione alla propria casa editrice Allen & Unwin, che aveva chiesto ulteriore materiale sul mondo da lui inventato da pubblicare dopo il successo de Lo Hobbit. Siccome non aveva aggiunto ulteriori informazioni il lettore cui era stato consegnato il tutto pensò che l'opera fosse un tentativo di mettere in versi la parte in prosa, ritenendo quest'ultima una leggenda celtica. Pur lodando la conclusione in prosa criticò il poema e non diede il via libera alla sua pubblicazione. Il poema fu infine pubblicato postumo nel 1985 in The Lays of Beleriand, terzo volume del The History of Middle Earth. Lo sviluppo delle varie versioni del poema è qui trattato in dettaglio da Christopher, figlio dello scrittore.

## Nella cultura di massa
- Il gruppo musicale austriaco Summoning, noto per le canzoni a tema tolkeniano, ha inserito nell'album Oath Bound la canzone Menegroth, omaggio alla città di Thingol nel poema.[1]